# 소비뇽 블랑
소비뇽 블랑(Sauvignon blanc)은 프랑스 보르도 지역에서 유래한 청포도 품종 중 하나이다. 초기 남서 프랑스에서 원주민 포도로 불렸기 때문에 프랑스 단어 sauvage(소바주, 야생)과 blanc(블랑, 흰색)에서 이름이 유래 되었다고 보고 있다. 유전학적으로는 사바냥(Savagnin)에서 파생되었다. 소비뇽 블랑은 세계적으로 와인을 생산하는 많은 지역에 심어져 있으며 선명하고 드라이하며 상쾌한 화이트 와인을 생산한다. 또 디저트 와인으로 유명한 소테른(Sauternes)과 바르삭(Barsac)의 포도로 쓰이기도 한다. 소비뇽 블랑은 프랑스, 칠레, 루마니아, 캐나다, 호주, 뉴질랜드, 남아프리카, 미국 워싱턴 및 캘리포니아에서 재배되고 있다. 특히 캘리포니아의 신세계 소비뇽 블랑(New World Sauvignon blanc)은 프랑스의 푸이 퓌메(Pouilly-Fumé)처럼 로버트 몬다비가 퓌메 블랑(Fumé Blanc)이라는 새로운 용어를 만들어 냈다.
기후에 따라 강한 풀잎에서 열대 과일까지 다양하게 풍미가 변한다. 시원한 기후에서는 새콤하고 풀잎의 녹색 향이 잘 느껴지는 포도로 자란다. 녹색 피망이나 쐐기풀과 함께 약간의 열대 과일(패션프루트 등)과 꽃(딱총나무속 등) 향기도 나타난다. 따뜻한 기후에서는 열대 과일 풍미를 더 진하게 만들 수 있지만, 과도한 숙성은 향이 옅어질 위험이 있고 약간의 자몽과 복숭아 나무향만 남게 될 수 있다.
와인 전문가들은 프랑스의 루아르 계곡과 뉴질랜드의 소비뇽 블랑을 "선명하고 우아하며 신선한(crisp, elegant, and fresh)"라며 높이 평가한다. 차게한 소비뇽 블랑 와인은 초밥, 생선, 치즈(특히 염소젖 치즈) 등과 잘 어울린다.
뉴질랜드 소비뇽 블랑은 리슬링과 같이 병 마개가 트위스트 캡으로 된 최초의 고급 와인 중 하나이다. 소비뇽 블랑 품종은 오래 숙성 시키면 완두콩이나 아스파라거스향이 짙어지는 경향이 있기 때문에 보통 숙성시키지 않고 짧은 기간 안에 마신다. 그러나 보르도의 화이트 와인 중 페삭 레오냥(Pessac-Léognan)이나 그라브(Graves)에서처럼 오크 숙성을 한 소비뇽 블랑은 푸이 퓌메(Pouilly-Fumé)나 상세르(Sancerre)와인처럼 소비뇽 블랑의 숙성 잠재력을 보여주기도 한다.
뉴질랜드에서는 매년 5월 첫주 금요일을 국제 소비뇽 블랑의 날(International Sauvignon Blanc Day)로 지정했다.

## 역사

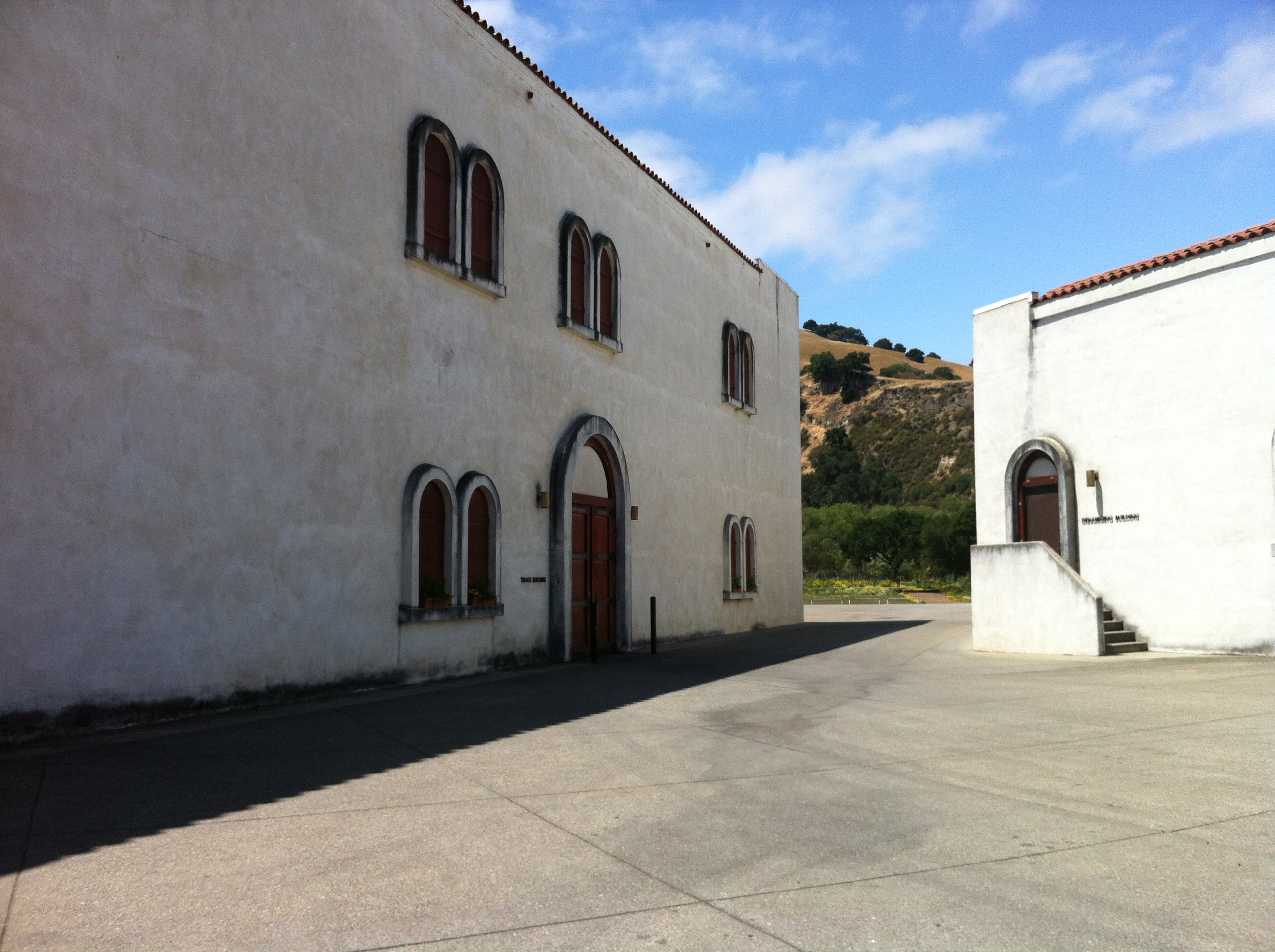
소비뇽 블랑만을 처음 재배한 곳은 미국 캘리포니아 주, 리버모어 계곡의 크레 스타 블랑카 와이너리(Cresta Blanca Winery)로 소개되었다.

소비뇽 블랑 품종은 루아르 계곡과 프랑스 보르도 지역에 기원을 두고 있다. 포도 나무 기원이 서부 프랑스 인지는 아직 분명하지 않다. 진행중인 연구에 따르면 사바냥(Savagnin)의 후손일 수도 있다. 그리고 카르미네르(Carmenere) 계열과도 연관이 있다. 18세기 어느 시점부터 보르도에서는 카베르네 프랑과 소비뇽 블랑을 교배하여 까베르네 소비뇽 포도를 기르기 시작했다. 19세기에는 소비뇽 베르트(칠레에서 쇼비나제로(Sauvignonasse) 불리는 품종)와 소비뇽 그리에서 핑크색으로 변이된 소비뇽 블랑이 널리 퍼져 있었다. 그러나 곧 필록세라 전염병균이 프랑스 포도밭을 황폐화시켜, 많은 나무들이 칠레로 옮겨졌고, 칠레에서는 지금까지도 당시 보르도에서 19세기에 기르던 품종을 흔히 볼 수 있다. 루아르 계곡의 소비뇽 로제(Sauvignon rosé)는 이름이 비슷하기는 하지만 소비뇽 블랑과는 아무런 관계가 없다.

소비뇽 블랑만을 처음 재배한 곳은 1880년대 크레스타 블랑카 와이너리(Cresta Blanca Winery)의 창업자인 찰스 웻모어(Charles Wetmore)가 소비뇽 블랑을 캘리포니아로 가져오면서 시작되었다. 이 포도들은 프랑스 샤토디켐 (Château d' Yquem)의 소테른 포도밭에서 가져왔다. 나무는 리버모어 계곡에서 잘 자라, 결국 1968년 로버트 몬다비의 홍보로 캘리포니아에서 퓌메 블랑(Fumé Blanc)이라는 별칭을 얻었다. 1970년대 뉴질랜드에서는 실험적으로 뮬러 트르가우(Müller-Thurgau)와 혼합시킨 나무를 처음 발표하였다.

## 기후 및 지리

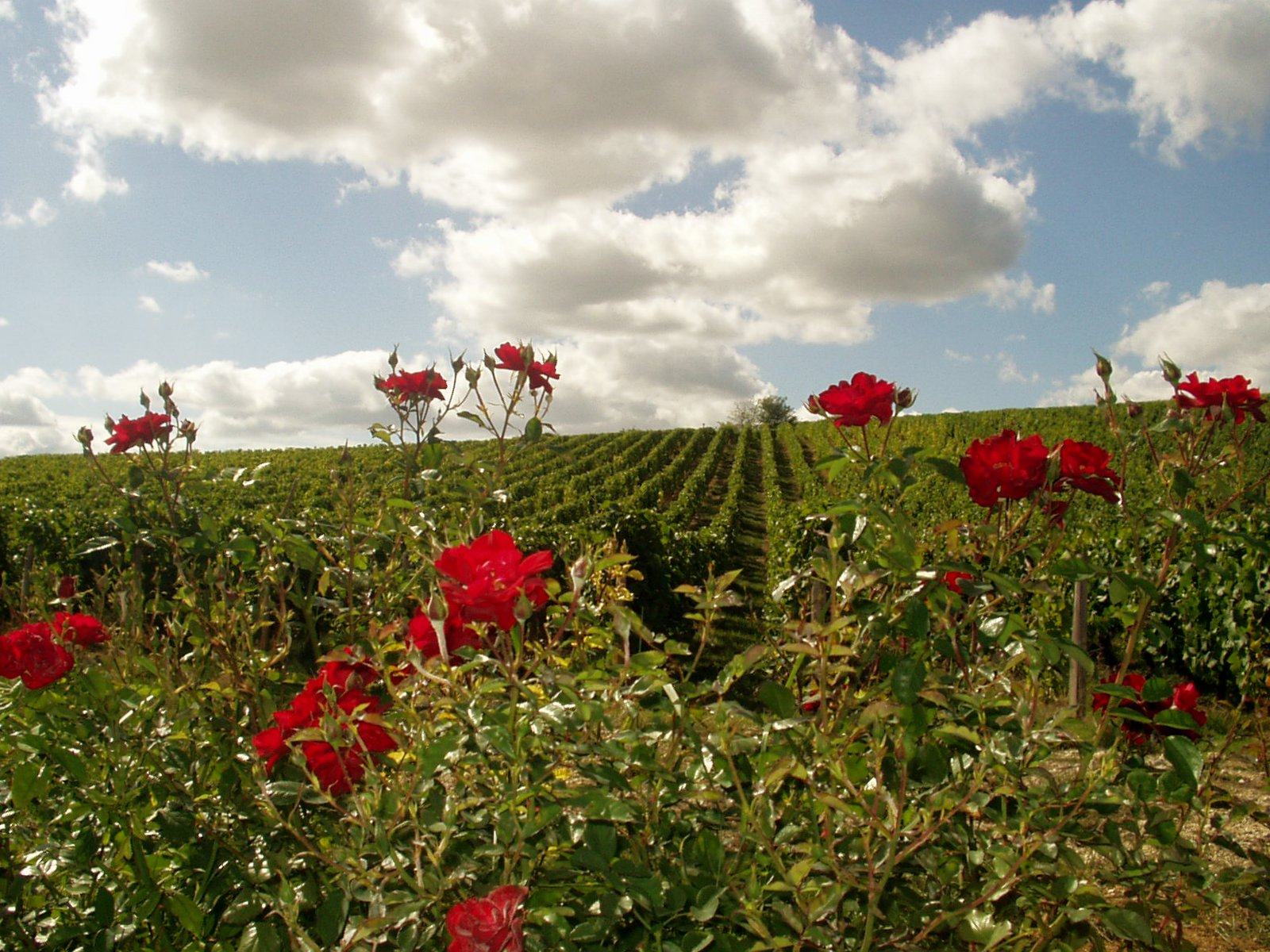
산세르(Sancerre)의 포도밭은 가루 곰팡이(Powdery mildew)균을 조기 발견하기 위해 소비뇽 블랑 주위에 장미를 심었다.

소비뇽 블랑 포도는 싹은 늦게 자라지만 포도는 빨리 자라기 때문에 맑은 날씨이면서 너무 뜨겁지 않은 기후에서 잘 자란다. 캘리포니아 알렉산더밸리 같이 시원한 지역 보다 남아프리카 공화국, 호주, 미국 캘리포니아 같이 따뜻한 지역에서 더 잘 자란다. 너무 뜨거운 지역에서는 포도가 빨리 익어 향이 약해지고 산도가 빨리 올라간다. 지구온난화에 따라 소비뇽 블랑의 수확시기가 점점 빨라지고 있다.
재배를 처음 시작한 곳은 프랑스 보르도와 루아르 계곡이다. 이탈리아를 비롯한 중부유럽, 미국 캘리포니아, 오스트레일리아, 칠레 및 남아프리카에서도 널리 재배된다. 화이트 와인 애호가들이 샤르도네의 대안을 모색함에 따라 소비뇽 블랑은 꾸준히 인기를 얻고 있다.

## 포도 재배

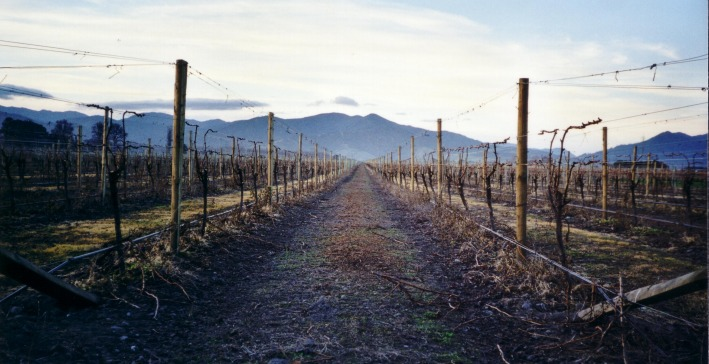
뉴질랜드 말보로 지역의 소비뇽 블랑 포도밭, 가지치기를 통해 성장을 억제하는 모습을 보여주고 있다.

뉴질랜드와 칠레의 와인 생산자들은 포도가 성숙 수준에 따라 다양하게 혼합되는 특징을 만들기 위해 포도 수확시기 역시 변화를 많이 준다. 미숙한 단계에서는 사과산이 풍부하고, 점점 포도가 성숙될 수록 단고추향이 강해지고 궁극적으로 단맛의 균형을 이룬다. 이 매운맛 향은 오래 성숙될수록 강해지는 메톡시피라진(methoxypyrazines)이라는 성분으로 좌우된다. 말보로(Marlborough) 와이라(Wairau) 지역의 포도밭들은 평평하지 않는 땅이 많아 다양한 단계로 성숙된 포도를 기르기 쉽다.
소비뇽 블랑 와인은 제작 단계에서의 결정들이 와인 특징에 크게 영향을 준다. 그중 하나는 포도 껍질을 유지하는 시간이다. 뉴질랜드는 와인 산업 초기, 양조장이 없던 남섬의 포도들을 트럭과 배로 북섬의 오클랜드까지 운반해야 했다. 이것은 와인을 강렬하고 맵게 만드는 포도껍질 유지 기간을 더 길게 만들었다. 일부 제조사는 루아르와 같이 블랜딩을 위해 의도적으로 포도껍질 노출 시간을 연장했다. 그러나 보통 캘리포니아나 다른 양조장들은 일반적으로 와인 노화를 방지하기 위해 포도 껍질 노출은 되도록 피한다.

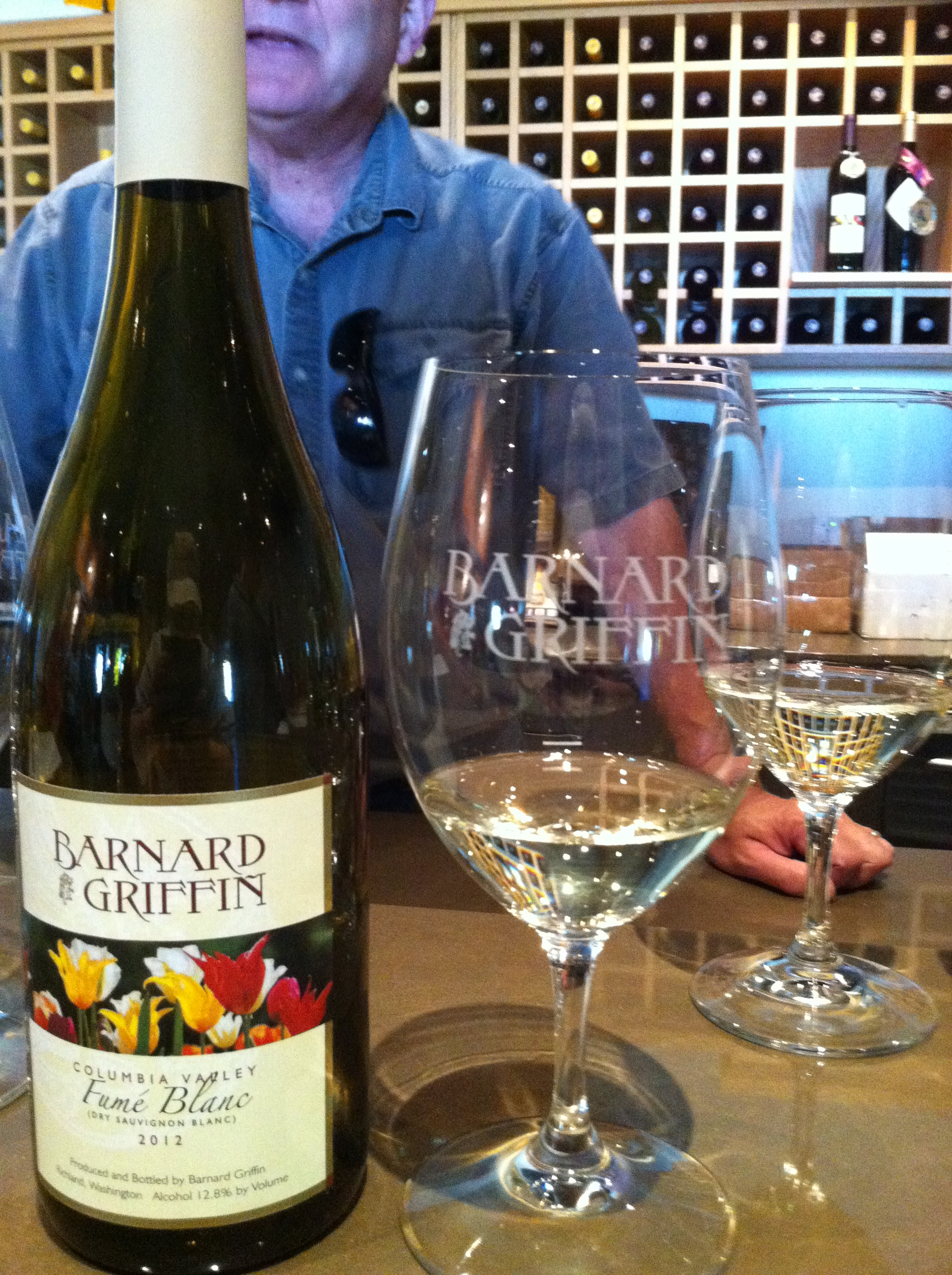
미국 워싱턴주의 소비뇽 블랑은 퓌메블랑(Fume blanc)으로 불린다.

또 다른 중요한 결정은 발효 온도이다. 프랑스 와인들은 주로 미네랄 풍미를 위해 따뜻한 발효를 선호한다. (약 16-18 °C) 반면 신세계 와인은 과일과 열대 풍미를 더 많이 내기 위해 더 낮은 온도를 선호한다. 몇 루아르 와인은 유산발효(Malolactic Fermentation)라는 2차 발효를 통해 만들기도 하며, 뉴질랜드에서도 이 방식을 많이 사용한다. 오크 숙성도 소비뇽 블랑에 영향을 많이 준다. 풍미를 더 가다듬고, 높은 자연적 산도를 더 부드럽게 한다. 뉴질랜드와 프랑스 산세르(Sancerre) 같이 몇 와인메이커들은 소비뇽 블랑만의 풍미를 더 예리하게 유지하기 위해 스테인레스 탱크를 더 선호한다.